# چری گروو (واشینگتن)
چری گروو (به انگلیسی: Cherry Grove) یک منطقهٔ مسکونی در ایالات متحده آمریکا است که در شهرستان کلارک، واشینگتن واقع شده‌است. چری گروو ۶٫۳ کیلومتر مربع مساحت و ۵۴۶ نفر جمعیت دارد و ۸۳ متر بالاتر از سطح دریا واقع شده‌است.